# BBDO
BBDO (формально Batten, Barton, Durstine & Osborn) — крупная мировая сеть рекламных агентств, штаб-квартира которой расположена в Нью-Йорке. Первое американское рекламное агентство под названием «George Batten Company» возникло в 1891 году; в результате слияния с агентством «Barton, Durstine & Osborn» (BDO) в 1928 году единая компания получила название «Batten, Barton, Durstine & Osborn» (BBDO). По данным на 2020 год, в компании работало более 15 000 сотрудников, размещавшихся в 289 офисах в 81 стране мира. Является крупнейшей из трёх сетей, входящих к холдинговую компания «Omnicom Group». Семикратный обладатель награды «Сеть года» на рекламном фестивале «Каннские львы». С 1989 года работает на территории СССР, а затем России как «BBDO Moscow» (BBDO Group).